# Sucursal Sparks de la Biblioteca del Condado de Washoe
La Sucursal Sparks de la Biblioteca del Condado de Washoe, en una esquina destacada en 814 Victorian St. en Sparks, Nevada, es un edificio histórico que fue diseñado por el arquitecto de Nevada Frederick J. DeLongchamps y fue construido en 1931. También conocido como Tribunal de Justicia de Sparks, fue incluido en el Registro Nacional de Lugares Históricos en 1992.  Se consideró significativo por servir como un ejemplo único del estilo neomediterráneo en Sparks. Es el edificio gubernamental más antiguo que se conserva en Sparks.
Fue construido como la Sucursal Sparks del Sistema de Bibliotecas del Condado de Washoe . En 1965, la biblioteca se trasladó a un edificio más grande y el Tribunal de Justicia de la Ciudad de Sparks, que ya había estado en el edificio, se amplió a todo el edificio. En 1992 había planes para convertir el edificio en un museo.